# Anti Cimex
Anti Cimex var ett kängpunkband som bildades 1981 i Göteborg.

## Bandet
Bandet bildades 1981 och gav ut den klassiska singeln Anarkist Attack. I och med denna lade de grunden för den svenska kängpunken. Bandet splittrades 1986 då gitarristen Jocke lämnade bandet, men återbildades år 1990 med Cliff Lundberg från Moderat Likvidation och Black Uniforms som gitarrist. Musiken förändrades då från en snabb råpunkaktig kängpunk till en mer driven, monoton kängpunk med metalinfluenser med ovanligt långa låtar, vissa längre än fem minuter. Bandet splittrades återigen i mitten av 1990-talet; och medlemmarna bildade banden Wolfpack (senare Wolfbrigade; Tomas Jonsson) och Driller Killer (Cliff). Charlie Claesson blev trummis i Not Enough Hate och började senare spela trummor i det legendariska punkbandet Troublemakers.
Efter 10 år med Troublemakers började Charlie och Cliff spela ihop igen i Driller Killer.

### Medlemmar
- Tomas Jonsson - sång (82-93), bas (81-82)
- Charlie Claeson - trummor, bas
- Joakim "Joker" Pettersson - gitarr (81-86)
- Nils "Nillen" Andersson - sång (81-82)
- Cliff Lundberg - gitarr (90-93)
- Lefty - bas (91-93)
- Mats "Conrad" Skånberg bas (83-90)
- Patrik Granath - trummor (85)
- Bonni "Bonta" Pontén - sång, gitarr (81)
- Sixten Andersson - bas (84-85)
- Jean-Louis Huhta - slagverk (84-87)
- Christian "Cutting" Hochholzer - bas (82-83)

## Diskografi

### Album
- 1990 - Absolut Country of Sweden
- 1993 - Scandinavian Jawbreaker

### Singlar, 7", EP
- 1982 - Anarkist Attack, 7" (inspelad december 1981)
- 1983 - Raped Ass, 7" (inspelad februari 1983)
- 1984 - Victims of a Bombraid, EP
- 1986 - Criminal Trap, 12"

### Samlingar
- 1993 - Made in Sweden (Live), CD
- 1993 - Fucked in Finland (Live), 7"/CD
- 2000 - Country of Sweden, CD
- No Straight Edge, CD